# Bingo
El bingo és un joc d'atzar modern semblant al tradicional joc del quinto. Consisteix en un bombo amb un nombre determinat de boles numerades en el seu interior. Es tracta d'un joc molt popular a tot el món del qual existeixen dues varietats típiques, que són el bingo de 90 boles i el bingo de 75 boles. Els jugadors juguen amb cartrons on hi ha nombres aleatoris escrits, dintre del rang corresponent, 1-75 o 1-90. Un locutor va traient boles del bombo, cantant els nombres en veu alta. Si un jugador té aquell número en el seu cartó, el ratlla, i el joc contínua així fins que algú aconsegueix marcar o bé una línia o bé tots els nombres del seu cartró. Quan això succeeix el jugador ha de dir amb veu alta: "BINGO!!!".

## Història del Bingo
Existeixen diverses teories sobre l'origen del joc del bingo. Alguna d'elles data els seus orígens a l'època dels romans. Tot i que es pensa que el bingo prové d'un joc que es jugava cap a l'any 1530 a Itàlia. Aquell joc es deia "Ho Giocco del lotto d'Itàlia" (El joc de la loteria d'Itàlia). Amb el pas del temps el joc va ser dut a França, on es van començar a jugar amb les regles que perduren avui dia. Es jugava amb cartrons numerats i algú llegia els nombres que sortien en veu alta. Aquest joc va tenir molt d'èxit entre la classe noble d'aquella època i aviat es va estendre per tot Europa. En alguns països europeus s'utilitzava de forma didàctica, usant-se com una forma divertida d'ensenyar als nens.
La següent etapa en el desenvolupament del joc es va produir quan va ser dut a Amèrica. Allí el joc se solia jugar en fires i festivals, i era conegut amb el nom de Beano. Els nombres es treien d'una caixa de tabac i els jugadors anaven marcant amb mongetes els nombres en els seus cartrons, fins que algú cobria tots els nombres existents en el seu cartró i cridava en veu alta Beano!. Es creu que el nom de Beano ve de l'ús de mongetes (beans) per a tapar els nombres que ja havien sortit.
El major desenvolupament del joc del bingo es va produir quan es va començar a jugar, de manera solidària, a les esglésies, recaptant diners per a diferents obres socials. Avui dia el Bingo es juga a gairebé tot el món.

## Tipus de Bingo
Existeixen dos tipus principals de bingo: el de 75 boles i el de 90 boles. La forma de jugar és molt semblant en ambdós tipus.

### Bingo de 75 boles
Com el seu nom indica, en aquest bingo hi ha 75 boles numerades de l'1 al 75 dins del bombo. Els cartrons tenen un total de 24 nombres, dividits en 5 columnes. Les columnes estan definides per cadascuna de les lletres del bingo, B, I, N, G, O, i en cadascuna d'elles hi ha els nombres dintre d'un rang específic. A la columna B hi ha els nombres que van des de l'1 fins al 15, a la I van del 16 al 30, a la N del 31 al 45, a la G del 46 al 60 i per acabar a l'O van des del 61 fins al 75. En aquest tipus de bingo es pot guanyar un premi emplenant tots els nombres del nostre cartró. Això es coneix com a bingo o full house. L'altra manera de guanyar un premi jugant al bingo de 75 boles, és aconseguint marcar en el nostre cartró una determinada figura preestablerta abans de començar el joc, com alguna lletra, o algun símbol, sense necessitat de marcar tots els nombres del cartró.
Aquest tipus de joc és més comú a l'Amèrica del Nord.

### Bingo de 90 boles
En aquesta versió el bombo té 90 boles numerades de l'1 al 90. Els cartrons tenen 15 nombres que s'han de marcar. Aquests nombres es troben distribuïts en 3 files diferents, amb 9 columnes cadascuna, havent-hi un total de 5 nombres per fila. Els nombres estan barrejats amb espais en blanc. Aquí es poden guanyar premis de 3 formes diferents. La primera d'elles és quan aconsegueixes marcar tots els nombres que existeixen en qualsevol de les 3 línies d'un cartró. Aquest premi s'anomena "línia". En alguns llocs es premia també al jugador que aconsegueixi marcar dues línies del seu cartró. Per acabar, el premi més important és quan es canta bingo, que consisteix a haver ratllat tots els nombres d'un cartró.
El bingo de 90 boles és el més estès a tot el món.

## Què necessitem per jugar-hi?
- Un bombo, on hi ha d'haver les boles numerades.
- Un o més cartrons numerats amb nombres aleatoris.
- Un locutor, que canti els nombres que surtin del bombo.